# Сисоєво (Дмитровський міський округ)
Сисо́єво (рос. Сысоєво) — присілок у складі Дмитровського міського округу Московської області, Росія.

## Історія
У 1546 році Троїце-Сергієв монастир отримав від великих князів у подарунок ряд населених пунктів, у їх числі і Сисоєво.

## Населення
Населення — 53 особи (2010; 79 у 2002).
Національний склад (станом на 2002 рік):
- росіяни — 96 %

## Пам'ятки архітектури
У присілку збереглася церква Святої Трійці збудована на початку 1900-их.